# Kantonale Volksabstimmung «Tragbarer Steuertermin für alle»
Die Kantonale Volksabstimmung Volksinitiative «Tragbarer Steuertermin für alle» war eine Volksabstimmung im Schweizer Kanton Luzern, die am 12. März 2000 stattfand. Inhalt der Abstimmung war die Änderung des Datums, bis zu welchem die Staats- und die Gemeindesteuern zu bezahlen seien.

## Hintergründe und Inhalt
Bis 1996 galt im Kanton Luzern eine Zahlfrist der Staats- und Gemeindesteuern bis zum 31. Dezember. Diese wurde seit 1997 auf den 30. September geändert. 1998 wurde durch die damalige Freiheitspartei der Schweiz (FPS), der heutigen Auto-Partei die Initiative «Tragbarer Steuertermin für alle» eingereicht, mit dem Inhalt die Zahlungsfrist wieder auf den ehemaligen Termin vom 31. Dezember festzulegen. Als Begründung führten die FPS den Umstand aus, dass besonders Einkommensschwache Familien in einen finanziellen Engpass getrieben werden, da diese häufig auf den 13. Monatslohn angewiesen seien um die Steuern zu begleichen. Der Luzerner Regierungsrat lehnte die Initiative ab, wodurch es nach Gesetzgebung zur Volksabstimmung kam. Der Regierungsrat lehnte die Initiative ab, weil:
- grosse Kostenersparnisse des Kantons von rund 10 – 15 Millionen Franken (durch einen geringeren Zinsaufwand) verunmöglicht würden.
- in den Jahren 1997 und 1998, in welchen bereits die frühere Zahlungsfrist galt, keine Änderung der Zahlungsmoral festgestellt wurde. So waren zum 30. September jeweils ungefähr 80 % der Steuern bezahlt, was einem ähnlichen Wert wie vor 1997 entsprach.
- selbst in Einzelfällen bei Steuernzahlern, welche den September-Termin aus finanziellen Gründen nicht einhalten können, bei einem Ansatz von 5 % bis zum 30. Dezember in den meisten Fällen Verzugszins von weniger als 100 Franken anfallen. Diese seien kaum eine grössere Belastung für den Steuerzahler.

## Abstimmungsergebnis
Die Stimmbeteiligung lag bei einem Durchschnitt von 45 %. Mit 55 % erreichte die Initiative im Amt Hochdorf den höchsten Ja-Stimmen-Anteil. Als einziges Amt stimmte des Amt Entlebuch gegen die Initiative (46 % Ja-Stimmen). Die Vorlage wurde mit einem 52 % Ja-Stimmenanteil knapp angenommen.
| Amt       | Stimmbeteiligung | Ja (Anzahl) | Nein (Anzahl) | Ja (Prozent) | Nein (Prozent) | Annahme |
| --------- | ---------------- | ----------- | ------------- | ------------ | -------------- | ------- |
| Entlebuch | 44,45 %          | 2'608       | 3'008         | 46,44 %      | 53,56 %        | Nein    |
| Hochdorf  | 49,16 %          | 10'286      | 8'144         | 55,81 %      | 44,19 %        | Ja      |
| Luzern    | 45,93 %          | 25'391      | 22'267        | 53,28 %      | 46,72 %        | Ja      |
| Sursee    | 44,77 %          | 8'932       | 8'683         | 50,71 %      | 49,29 %        | Ja      |
| Willisau  | 43,03 %          | 6'477       | 6'329         | 50,58 %      | 49,42 %        | Ja      |
| Total (5) | 45,54 %          | 53'694      | 48'431        | 52,58 %      | 47,42 %        | Ja      |